# Кеті Мактьєр
Кеті Мактьєр (англ. Katie Mactier, 23 березня 1975) — австралійська велогонщиця.
Срібна призерка Олімпійських Ігор 2004 року в індивідуальній гонці переслідування, учасниця 2008 року.
Срібна призерка Ігор Співдружності 2006 року в індивідуальній гонці переслідування.
Чемпіонка світу з трекових велоперегонів 2005 року в індивідуальній гонці переслідування.